# Chuquiraga longiflora
Chuquiraga longiflora là một loài thực vật có hoa trong họ Cúc. Loài này được (Griseb.) Hieron. mô tả khoa học đầu tiên năm 1881.